# Скаутський батальйон (Естонія)
Скаутський батальйон (ест. Scoutspataljon) — батальйон сухопутних військ Естонії. Входить до складу 1-ї піхотної бригади та є підрозділом швидкого реагування. Станом на 2017 рік штаб батальйону базується в Палдіскі, та командує ним підполковник Тармо Кундла.

## Історія

### Війна за незалежність
У листопаді 1918 року, естонський американський перекладач та активіст скаутського руху Генрі Рейссар повернувся до Естонії та звернувся до Міністерства оборони (тоді, Міністерства війни) з пропозицією щодо формування добровольчого військового підрозділу, фінансованого ним, для того, щоб допомогти захистити Естонію. отримавши на це дозвіл, підрозділ було сформовано 21 грудня 1918 року, в місті Вільянді, де перші добровольці склали присягу на руїнах Вільяндського Замку, а Фрідріх-Карл Пінка був призначений командиром новоствореного підрозділу. Вже 3 січня 1919 року, підрозділ чисельності роти було відряджено на фронт проти Червоної армії. 23 січня 1919 року, загін скаутів чисельністю 43 особи відбив залізничну станцію Паккісааре (ест. Pikksaare), яку обороняли 524 солдати Червоної армії. Скаути здебільшого билися разом із підрозділами бронепотягів та добре зарекомендували себе в бою, показуючи вищий рівень бойового духу, ніж був у регулярних призовних підрозділів. Скаути брали участь в кількох великих битвах, включаючи атаку на форт Красная Горка в жовтні 1919 року та битві за Крівасоо в листопаді – грудні 1919 року. Від 1 грудня 1919 року, було сформовано Скаутський полк (ест. Scoutspolk), Як частину Дивізії бронепотягів.

### 1920–1940
Після укладення мирної угоди в Тарту, багато військовослужбовців були демобілізовані та повернулися до цивільного життя. Від 1921-28, Скаутський підрозділ було чисельно скорочено та він продовжував службу, як частина 2-го, 5-го, 6-го та 10-го піхотних полків. Від 1 жовтня 1928 року, підрозділ було перейменовано на окремий скаутський піхотний батальйон. Батальйон базувався у Таллінні, звідки його було передислоковано до Ууемойса у 1932. Після Радянської окупації в 1940 році, батальйон було розформовано.

### 2001–сьогодення
Скаутський батальйон було відновлено 29 березня 2001 року, як повністю професійний підрозділ. Скаутський батальйон брав активну участь в міжнародних операціях у взаємодії з іншими країнами-членами НАТО, Європейського Союзу та Об'єднаних Націй, включаючи Війну в Іраку та Війну в Афганістані. Батальйон станом на 2017 рік оснащений бойовими машинами піхоти Combat Vehicle 90 та бронетранспортерами Patria Pasi.

## Структура
Скаутський батальйон:
- штаб, штабна рота
- піхотна рота A
- піхотна рота B
- піхотна рота C
- рота бойового забезпечення

## Командири
- Артур Тіґанік[en] 2001–2004
- Індрек Сірел[en] 2005–2006
- Айвар Кокка 2006–2009
- Вахур Карус 2009–2013
- Андрус Меріло 2013–2016
- Тармо Кундла 2016–сьогодення